# 代米安
代米安（法語：Démuin，法語發音：[demɥɛ̃]）是法国上法兰西大区索姆省的一个市镇，属于蒙迪迪耶区。

## 地理
代米安（49°49'13"N, 2°32'12"E）面积11.23 平方千米，位于法国上法蘭西大區索姆省，该省份为法国北部沿海省份，北起加来海峡省和北部省，西接滨海塞纳省和大西洋英吉利海峡，南至瓦兹省，东临埃纳省。
与代米安接壤的市镇（或旧市镇、城区）包括：欧贝尔库尔、桑泰尔地区博库尔、吕斯河畔多马尔、昂加尔、伊尼欧库尔、桑泰尔地区梅济耶尔、维莱欧埃拉布勒、维莱布勒托讷。

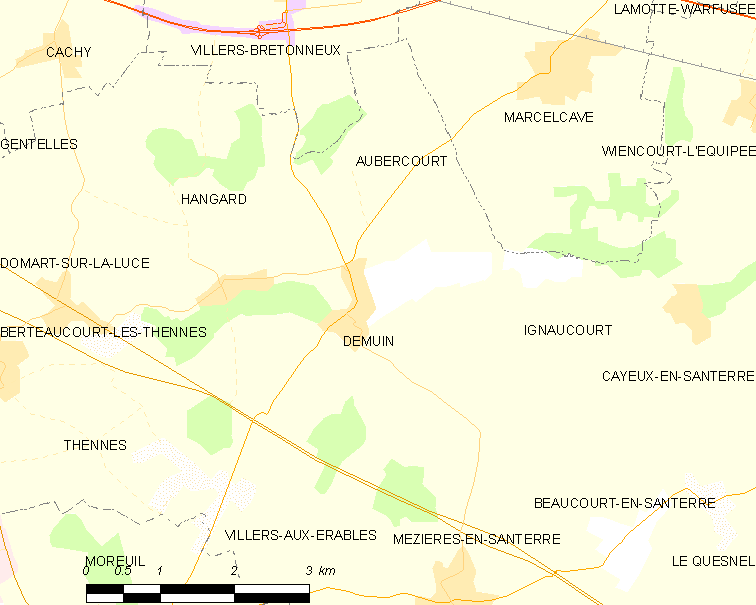
代米安的OSM定位图

代米安的时区为UTC+01:00、UTC+02:00（夏令时）。

## 行政
代米安的邮政编码为80110，INSEE市镇编码为80237。

## 政治
代米安所属的省级选区为莫勒伊县。

## 人口

1962-2008年间代米安人口变化图示

代米安于2022年1月1日时的人口数量为538人。